# John Starks
John Levell Starks (Tulsa, 10 de agosto de 1965) é um ex-jogador profissional de basquetebol norte-americano. Embora não tenha sido escolhido no Draft da NBA, Starks conseguiu entrar na liga depois de participar de quatro universidades em Oklahoma, ele ganhou fama ao jogar no New York Knicks na década de 1990.

## Primeiros anos
Starks nasceu em Tulsa, Oklahoma, onde estudou na Tulsa Central High School. Em Tulsa Central, Starks jogou apenas um ano no time de basquete.
Depois do ensino médio, ele se matriculou no Rogers State College em 1984 como um jogador de "taxi squad", jogadores que substituem jogadores lesionados ou suspensos; jogadores do taxi squad normalmente assistem os jogos das arquibancadas. No entanto, Starks foi expulso de Rogers State por roubar equipamentos estéreos de outro aluno em retaliação ao estudante invadir o dormitório de Starks.
Ele se transferiu para Northern Oklahoma College na primavera de 1985 e foi condenado a cinco dias de prisão pelo roubo. Ele cumpriu a sentença durante as férias de primavera. No outono de 1985, Starks teve uma média de 11 pontos por jogo em Northern Oklahoma, mas deixou a universidade  depois de ser pego em seu dormitório fumando maconha. 
Tendo trabalhado em um supermercado Safeway, Starks se matriculou no Tulsa Junior College no verão de 1986, para se formar em administração. Enquanto jogava basquete, ele chamou a atenção de Ken Trickey que estava iniciando um programa de basquete no Oklahoma Junior College. Starks jogou lá por uma temporada, em seguida, ganhou uma bolsa de estudos na Universidade Estadual de Oklahoma em 1988, onde terminou sua carreira universitária.

## Carreira

### Golden State Warriors
Embora ele tenha sido preterido no Draft de 1988, Starks assinou com o Golden State Warriors em setembro de 1988 como agente livre.
No entanto, como os Warriors haviam recrutado Mitch Richmond com a 5° escolha geral naquele ano, Starks jogou minutos limitados em apenas 36 jogos, enquanto Richmond venceu o Novato do Ano.
Starks se machucou no final da temporada e, portanto, teve que jogar numa liga menor da NBA, a CBA.

### Outras ligas
Starks jogou no Cedar Rapids Silver Bullets da CBA na temporada de 1989–90 e no Memphis Rockers da WBA na temporada de 1990–1991.

### New York Knicks
Em 1990, ele tentou uma vaga no elenco do New York Knicks. Em um treino, ele tentou enterrar em cima de Patrick Ewing. Ewing o jogou no chão e Starks torceu o joelho. A equipe não tinha permissão para dispensá-lo, a menos que a lesão fosse curada no final de dezembro. Quando não se recuperou, os Knicks não conseguiram dispensá-lo. Como resultado, Starks se referiu a Ewing como sua graça salvadora. Ele acabou se tornando o armador titular, tornando-se um jogador-chave no time e jogando 8 temporadas em Nova York.
Um dos pontos baixos da carreira de Starks veio nas Finais da NBA de 1994 contra o Houston Rockets. Nos segundos finais do Jogo 3 e com os Knicks perdendo por 3 pontos, Starks foi derrubado por Hakeem Olajuwon enquanto tentava um arremesso de 3 pontos. Na época, a NBA permitia apenas 2 lances livres durante uma falta. Houston acabou vencendo por 93-89 (a liga mudaria a regra para permitir 3 lances livres na próxima temporada). Nos segundos finais do Jogo 6, Olajuwon bloqueou a tentativa de 3 pontos de Starks e deu ao Houston outra vitória. No Jogo 7, Starks teve um dos piores jogos de sua carreira, acertando 2-18 arremessos, incluindo 0-10 no quarto período. Os Rockets ganhou o título da liga.
Em 1995, Pat Riley deixou os Knicks para ir ao Miami Heat depois de uma disputa com o então General Manager Dave Checketts. Os Knicks contrataram Don Nelson, trazendo de volta as tensões de Stark com ele no Golden State Warriors. Nelson tornou Hubert Davis titular e acabou sendo demitido no meio da temporada. Os Knicks o substituíram por Jeff Van Gundy. Em 1996, Allan Houston tomou o posto de titular de Starks. Ele foi um colaborador constante durante essa temporada e ganhou o prêmio de Prêmio do Sexto Homem do Ano da NBA em 1997.

### Regresso ao Golden State
Em janeiro de 1999, Starks foi trocado de volta ao seu time original, o Golden State Warriors. Starks permaneceu com os Warriors até fevereiro de 2000, quando foi negociado para o Chicago Bulls como parte de um acordo de três equipes.

### Chicago Bulls
Após seu segundo período com os Warriors, Starks jogou pelo Chicago Bulls por 4 jogos na temporada de 1999-00.

### Utah Jazz
Starks terminou sua carreira no Utah Jazz, jogando na equipe nas temporadas de 2000-01 e 2001-02.

## Pós-Carreira
Starks se aposentou fazendo 10.829 pontos. Ele atualmente trabalha para os Knicks como um funcionário de desenvolvimento de fãs e ex-alunos e como um analista de pré e pós-jogo dos Knicks na MSG Network. Ele também serviu como treinador principal dos Maulers, uma equipe de Slamball. Sua autobiografia, John Starks: My Life, foi publicada em 2004.
Starks é sócio e promotor do tênis de basquete Ektio, que o médico e ex-jogador de basquete universitário Barry Katz projetou para reduzir as lesões no tornozelo.

## Legado
Sua tenacidade feroz e o desejo de vencer fez Starks ter grandes fãs em Nova York. Apesar de não ser um All-Star perene, Starks é geralmente considerado um dos maiores jogadores dos Knicks da história. A intensidade de fogo de Starks muitas vezes levou a exibições emocionais na quadra. Reggie Miller, do Indiana Pacers, era muitas vezes um provocador e alvo de sua ira; Durante o Jogo 3 dos Playoffs da NBA de 1993, Starks foi expulso por ter golpeado Miller.
Starks é o líder de todos os tempos dos Knicks em arremessos certos de três pontos (982). Ele foi o primeiro jogador da história da NBA a converter 200 arremessos de 3 pontos em uma única temporada; seus 217 arremessos de longa distância convertidos durante a temporada de 1994-95 da NBA quebraram o recorde de profissionais de temporada única (NBA ou ABA) de Louie Dampier, de 199 tiros certeiros do perímetro durante a temporada da ABA de 1968-69. Esse recorde agora pertence a Stephen Curry.
Apesar de sua estatura relativamente baixa, Starks era, como seus colegas de equipe Charles Oakley e Patrick Ewing, um defensor competente da década de 1990.

## Estatística

### Temporada regular
| Ano      | Time         | PJ  | MPJ  | AP   | 3P   | LL    | RT  | AS  | BR  | TO  | PPJ  |
| -------- | ------------ | --- | ---- | ---- | ---- | ----- | --- | --- | --- | --- | ---- |
| 1988–89  | Golden State | 36  | 8.8  | .408 | .385 | .654  | 1.1 | .8  | .6  | .1  | 4.1  |
| 1990–91  | New York     | 61  | 19.2 | .439 | .290 | .752  | 2.1 | 3.3 | 1.0 | .3  | 7.6  |
| 1991–92  | New York     | 82  | 25.8 | .449 | .348 | .778  | 2.3 | 3.4 | 1.3 | .2  | 13.9 |
| 1992–93  | New York     | 80  | 31.0 | .428 | .321 | .795  | 2.6 | 5.1 | 1.1 | .2  | 17.5 |
| 1993–94  | New York     | 59  | 34.9 | .420 | .335 | .754  | 3.1 | 5.9 | 1.6 | .1  | 19.0 |
| 1994–95  | New York     | 80  | 34.1 | .395 | .355 | .737  | 2.7 | 5.1 | 1.2 | .1  | 15.3 |
| 1995–96  | New York     | 81  | 30.8 | .443 | .361 | .753  | 2.9 | 3.9 | 1.3 | .1  | 12.6 |
| 1996–97  | New York     | 77  | 26.5 | .431 | .369 | .769  | 2.7 | 2.8 | 1.2 | .1  | 13.8 |
| 1997–98  | New York     | 82  | 26.7 | .393 | .327 | .787  | 2.8 | 2.7 | 1.0 | .1  | 12.9 |
| 1998–99  | Golden State | 50  | 33.7 | .370 | .290 | .740  | 3.3 | 4.7 | 1.4 | .1  | 13.8 |
| 1999–00  | Golden State | 33  | 33.6 | .378 | .348 | .833  | 2.8 | 5.2 | 1.1 | .1  | 14.7 |
| 1999–00  | Chicago      | 4   | 20.5 | .324 | .300 | 1.000 | 2.5 | 2.8 | 1.3 | .3  | 7.5  |
| 2000–01  | Utah         | 75  | 28.3 | .398 | .352 | .802  | 2.1 | 2.4 | 1.0 | .1  | 9.3  |
| 2001–02  | Utah         | 66  | 14.1 | .368 | .305 | .805  | 1.0 | 1.1 | 1.0 | .0  | 4.4  |
| All-Star | All-Star     | 1   | 20.0 | .444 | .333 | -     | 3.0 | 3.0 | 1.0 | 0.0 | 9.0  |
| Carreira | Carreira     | 866 | 27.2 | .412 | .340 | .769  | 2.5 | 3.6 | 1.1 | .1  | 12.9 |

### Playoffs
| Ano      | Time     | PJ | MPJ  | AP   | 3P   | LL    | RT  | AS  | BR  | TO | PPJ  |
| -------- | -------- | -- | ---- | ---- | ---- | ----- | --- | --- | --- | -- | ---- |
| 1991     | New York | 3  | 9.3  | .400 | -    | 1.000 | 1.0 | 2.0 | .0  | .0 | 2.0  |
| 1992     | New York | 12 | 24.6 | .374 | .239 | .808  | 2.5 | 3.2 | 1.4 | .0 | 12.1 |
| 1993     | New York | 15 | 38.3 | .440 | .373 | .717  | 3.5 | 6.4 | 1.0 | .2 | 16.5 |
| 1994     | New York | 25 | 33.6 | .381 | .356 | .770  | 2.3 | 4.6 | 1.4 | .1 | 14.6 |
| 1995     | New York | 11 | 34.5 | .450 | .411 | .619  | 2.3 | 5.2 | 1.2 | .1 | 15.6 |
| 1996     | New York | 8  | 39.3 | .448 | .467 | .744  | 3.6 | 4.1 | 1.6 | .1 | 16.0 |
| 1997     | New York | 9  | 28.1 | .444 | .317 | .806  | 3.4 | 2.8 | 1.1 | .0 | 14.0 |
| 1998     | New York | 10 | 31.4 | .472 | .424 | .875  | 4.0 | 2.3 | 1.6 | .1 | 16.4 |
| 2001     | Jazz     | 3  | 12.0 | .333 | .250 | 1.000 | 1.0 | .3  | .3  | .3 | 3.7  |
| Carreira | Carreira | 96 | 31.6 | .421 | .371 | .759  | 2.8 | 4.1 | 1.3 | .1 | 14.2 |